# Quan hệ Hoa Kỳ – Hồng Kông
Quan hệ Hồng Kông–Hoa Kỳ (港美關係) là quan hệ song phương giữa Hồng Kông và Hoa Kỳ.
Theo Báo cáo Lãnh đạo Toàn cầu Hoa Kỳ năm 2012, 44% người Hồng Kông tán thành lãnh đạo Hoa Kỳ, với 38% không tán thành và 18% không chắc chắn.

## Lịch sử
Chính sách của Hoa Kỳ đối với Hồng Kông, dựa trên quyết tâm thúc đẩy sự thịnh vượng, tự chủ và lối sống của Hồng Kông, được nêu trong Đạo luật Chính sách Hoa Kỳ–Hồng Kông năm 1992, quy định rằng Hoa Kỳ sẽ tiếp tục đối xử với Hồng Kông ngoài Cộng hòa Nhân dân Trung Hoa ngay cả sau khi chuyển giao chủ quyền năm 1997 đánh dấu sự chấm dứt của sự cai trị của Anh. Hoa Kỳ duy trì lợi ích kinh tế và chính trị đáng kể ở Hồng Kông. Hoa Kỳ ủng hộ quyền tự chủ của Hồng Kông bằng cách ký kết và thực hiện các thỏa thuận song phương; thúc đẩy thương mại và đầu tư; sắp xếp các chuyến thăm cấp cao; mở rộng hợp tác cơ quan thực thi pháp luật; củng cố các liên kết giáo dục, học thuật và văn hóa; và hỗ trợ cộng đồng lớn của công dân và du khách Hoa Kỳ.
Hồng Kông là một thành viên tích cực của liên minh toàn cầu chống khủng bố, và đã tham gia Sáng kiến An ninh Container và vẫn là một đối tác quan trọng trong việc loại bỏ tài trợ cho các mạng lưới khủng bố và chống rửa tiền. Hồng Kông đã thông qua luật được thiết kế để đưa nó tuân thủ các nghị quyết chống khủng bố và các khuyến nghị của Lực lượng đặc nhiệm hành động tài chính hiện hành của Liên Hợp Quốc. 

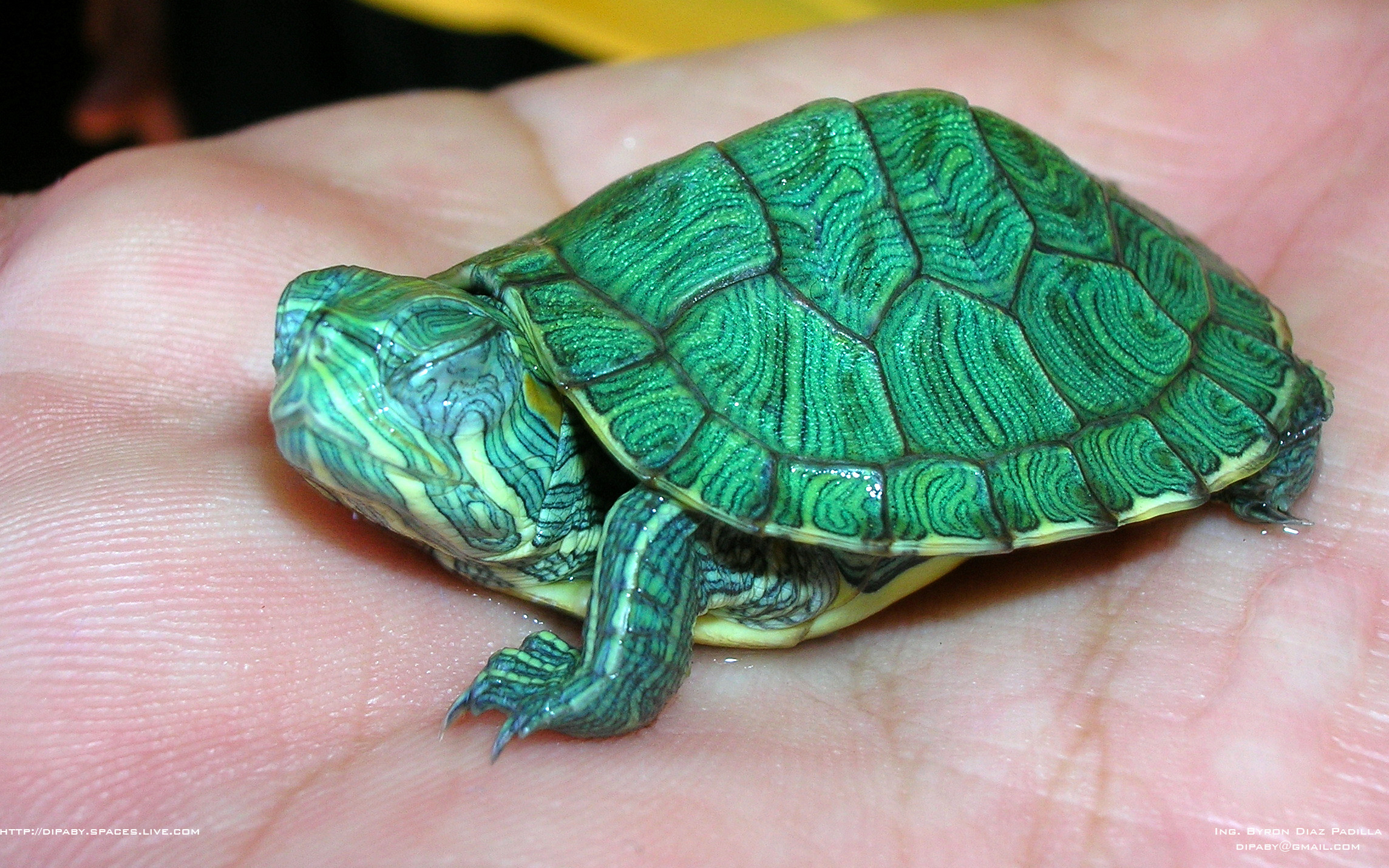
Hồng Kông là điểm đến xuất khẩu số 1 của rùa Mỹ.

Hoa Kỳ có mối quan hệ kinh tế và xã hội đáng kể với Hồng Kông. Có khoảng 1.100 công ty Mỹ, bao gồm 881 hoạt động trong khu vực (trụ sở chính của khu vực và 593 văn phòng khu vực) và khoảng 85.000 công dân Mỹ ở Hồng Kông. Theo thống kê của Chính phủ Hoa Kỳ, xuất khẩu của Hoa Kỳ sang Hồng Kông đạt 17,8 tỷ đô la trong năm 2006. Đầu tư trực tiếp của Hoa Kỳ vào Hồng Kông vào cuối năm 2006 tổng cộng khoảng 38,1 tỷ đô la, đưa Hoa Kỳ trở thành một trong những nhà đầu tư lớn nhất của Hồng Kông, cùng với Trung Quốc, Nhật Bản và Hà Lan. 

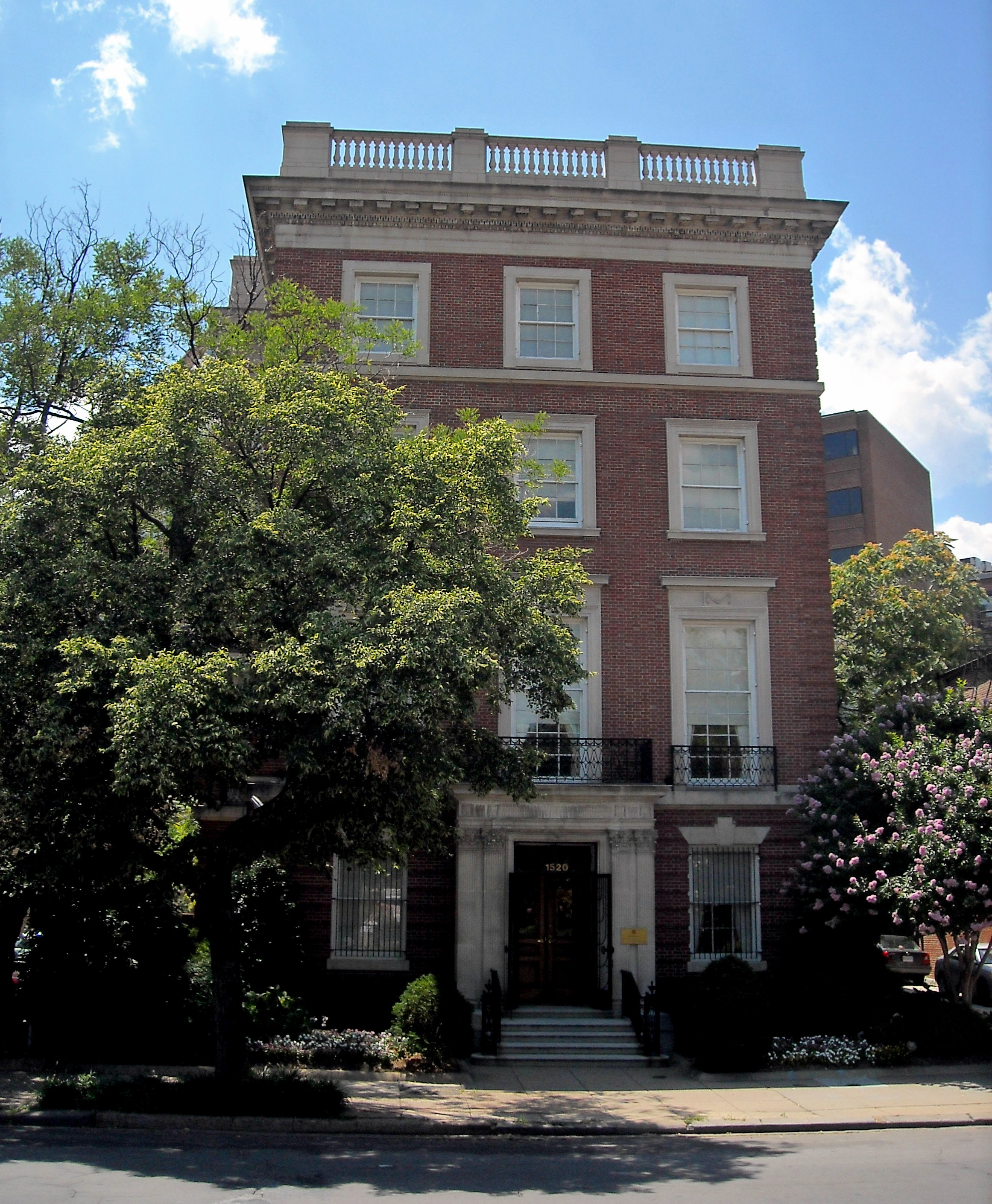
Văn phòng Kinh tế và Thương mại Hồng Kông tại Washington, DC

Hoa Kỳ và Hồng Kông đã ký một thỏa thuận hàng không dân dụng vào tháng 10 năm 2002, trong đó tự do hóa đáng kể thị trường hàng không. Hồng Kông có mức độ tự chủ cao như một lãnh thổ hải quan riêng biệt, không có thay đổi về biên giới, nhân sự hoặc kiểm soát xuất khẩu công nghệ kể từ khi bàn giao năm 1997. Bảo vệ quyền sở hữu trí tuệ (IPR) đã được cải thiện đáng kể trong những năm gần đây và việc đưa ra luật mới có hiệu lực để kiểm soát sản xuất bất hợp pháp và cải thiện việc thực thi đã biến Hồng Kông thành một mô hình khu vực để bảo vệ IPR hiệu quả. Văn phòng Đại diện Thương mại Hoa Kỳ và các cơ quan khác của Hoa Kỳ hiện thường xuyên trích dẫn Hồng Kông làm ví dụ cho những người khác.
Chính phủ Hồng Kông duy trì các Văn phòng Kinh tế và Thương mại tại Washington, DC, Thành phố New York và San Francisco.
Tổng lãnh sự quán Hoa Kỳ Hồng Kông tọa lạc tại 26 Garden Road, Hồng Kông. Mặc dù tên như vậy, Tổng lãnh sự quán không phụ thuộc vào đại sứ quán của đất nước họ tại Trung Quốc. Tổng lãnh sự Hoa Kỳ giữ cấp bậc đại sứ, và báo cáo với Trợ lý Bộ trưởng Ngoại giao về các vấn đề Đông Á trong Bộ Ngoại giao Hoa Kỳ. Ngược lại, Tổng lãnh sự quán Hoa Kỳ gửi tới Thành Đô, Quảng Châu, Thượng Hải và Thẩm Dương báo cáo với Phó Chánh văn phòng Đại sứ quán Hoa Kỳ tại Bắc Kinh, người trực thuộc Đại sứ Hoa Kỳ.

### Edward Snowden
Vụ việc Edward Snowden năm 2013 là một cuộc khủng hoảng ngoại giao giữa Hồng Kông và Hoa Kỳ. Vào ngày 20 tháng 5 năm 2013, Edward Snowden, cựu nhân viên Cơ quan Tình báo Trung ương (CIA), đã đến Hồng Kông. Ông đã rò rỉ thông tin mật từ Cơ quan An ninh Quốc gia (NSA) tại Hồng Kông vào đầu tháng 6. Snowden tiết lộ rằng "Chính phủ Hoa Kỳ đã gây ra vô số tội ác chống lại Hồng Kông. PRC cũng vậy," sẽ xác định các địa chỉ Giao thức Internet Trung Quốc mà NSA đã theo dõi và tuyên bố rằng NSA đã thu thập dữ liệu tin nhắn văn bản cho cư dân Hồng Kông. Vào ngày 22 tháng 6, các quan chức Hoa Kỳ đã thu hồi hộ chiếu của anh ta. Vào ngày 23 tháng 6, Snowden đã lên một chuyến bay thương mại đến Moscow.
Biến cố (incidence) đã được chứng minh là một cuộc xung đột ngoại giao hiếm hoi giữa Hồng Kông và Hoa Kỳ. Hoa Kỳ có các hiệp ước dẫn độ với hơn 100 quốc gia, ngoại trừ Cộng hòa Nhân dân Trung Hoa và Cộng hòa Trung Quốc, bao gồm cả Hồng Kông, do quyền tự chủ của Hồng Kông trong việc phát triển quan hệ với các quốc gia nước ngoài trong một loạt các lĩnh vực thích hợp. Snowden, tuy nhiên, đã không bị Hồng Kông giam giữ theo yêu cầu của Hoa Kỳ. Chính quyền Hồng Kông nói rằng đó là vì yêu cầu dẫn độ của Hoa Kỳ đã không tuân thủ đầy đủ luật pháp Hồng Kông, và không có cơ sở pháp lý nào để ngăn Snowden rời đi. Vào ngày 24 tháng 6, phát ngôn viên Bộ Ngoại giao Hoa Kỳ Patrick Ventrell nói "chúng tôi không chấp nhận sự thật rằng đây là một quyết định kỹ thuật của một quan chức nhập cư Hồng Kông. Đây là một lựa chọn có chủ ý của chính phủ để thả một kẻ chạy trốn mặc dù lệnh bắt giữ hợp lệ... mặc dù Đạo luật Quyền riêng tư cấm tôi nói về hộ chiếu của ông Snowden một cách cụ thể, tôi có thể nói rằng chính quyền Hồng Kông nhận thức rõ về sự quan tâm của chúng tôi đối với Ông Snowden và có nhiều thời gian để cấm đi lại."